# Alan Sinclair

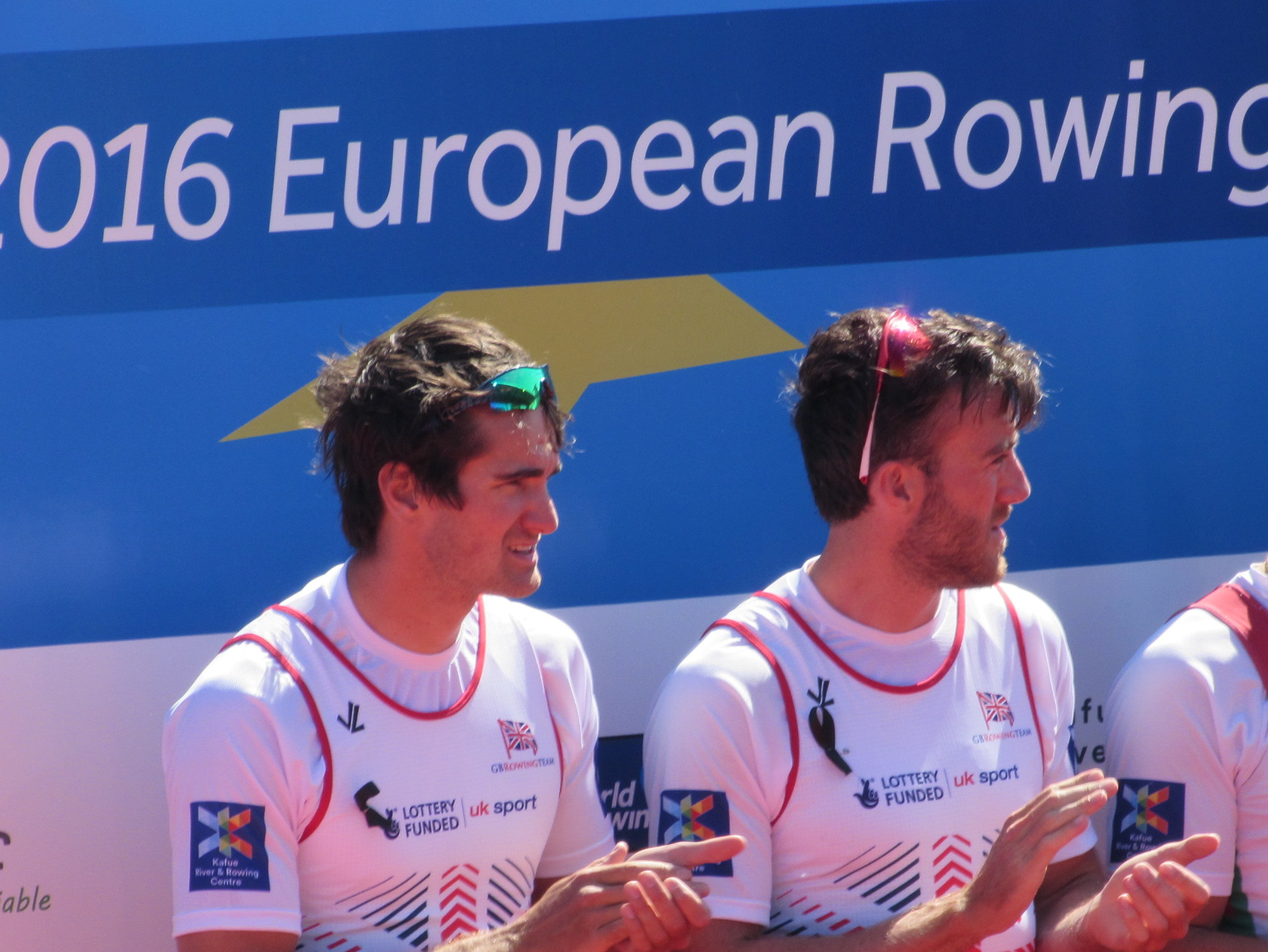
Stewart Innes und Alan Sinclair (rechts), Siegerehrung EM 2016

Alan Sinclair (* 16. Oktober 1985 in Inverness) ist ein britischer Ruderer.
Alan Sinclair begann in Inverness mit dem Rudern und besuchte dann die University of Aberdeen. 2008 wechselte er nach Henley-on-Thames und schloss sich dem Leander Club an. 2013 ruderte der 1,93 m große Sinclair erstmals im Ruder-Weltcup. Bei den Weltmeisterschaften 2013 belegte der britische Vierer ohne Steuermann mit Alan Sinclair, Nathaniel Reilly-O’Donnell, Scott Durant und Matthew Tarrant den fünften Platz. Zu Beginn der Saison 2014 erreichten Sinclair und Reilly-O’Donnell im Zweier ohne Steuermann den vierten Platz bei den Europameisterschaften. Im Weltcup startete Sinclair 2014 im Achter und im Zweier mit Steuermann. In dieser Bootsklasse gewann Sinclair zusammen mit Scott Durant und Steuermann Henry Fieldman die Silbermedaille bei den Weltmeisterschaften 2014. Ende Mai 2015 siegte der britische Vierer ohne Steuermann mit Nathaniel Reilly-O’Donnell, Alan Sinclair, Tom Ransley und Scott Durant bei den Europameisterschaften. Bei den Weltmeisterschaften Anfang September belegten Durant, Sinclair, Ransley und Stewart Innes den dritten Platz hinter den Booten aus Italien und Australien. 2016 wechselten Sinclair und Innes in den Zweier ohne Steuermann, sie gewannen bei den Europameisterschaften 2016 die Silbermedaille. Bei den Olympischen Spielen 2016 belegten die beiden Briten den vierten Platz.
2017 wechselte Sinclair in den britischen Achter. Nach dem siebten Platz bei den Weltmeisterschaften 2017 und dem fünften Platz bei den Europameisterschaften 2018 gewannen die Briten bei den Weltmeisterschaften 2018 Bronze hinter den Deutschen und den Australiern.